# Ernst Franke (Politiker)
Ernst Franke (* 14. Juni 1892 in Hamburg; † 1940 in der Sowjetunion) war ein deutscher Politiker der Kommunistischen Partei Deutschlands (KPD). Er war von 1921 bis 1924 Abgeordneter der Hamburgischen Bürgerschaft.

## Leben
Der Arbeiter Ernst Franke kämpfte im Ersten Weltkrieg und schloss sich 1917 der Unabhängigen Sozialdemokratischen Partei Deutschlands (USPD) an, stand deren linkem Flügel nahe und ging 1920 zur KPD. Im selben Jahr wurde er hauptamtlicher Parteisekretär in Hamburg. 1921 wurde Franke in die Hamburgische Bürgerschaft gewählt, der er bis 1924 angehörte. 
1932 übersiedelte Franke in die Sowjetunion. 1937 wurde er in Charkow Opfer des Großen Terrors unter Stalin, wurde in einem Gulag interniert und kam 1940 ums Leben.